# أغنتشة (حومة بم)
أغنتشة (بالفارسية: اغنچه) هي قرية تقع في إيران في منطقة مركزية ريفية. يقدر عدد سكانها بـ 260 نسمة بحسب إحصاء 2016.